# Louis Majorelle

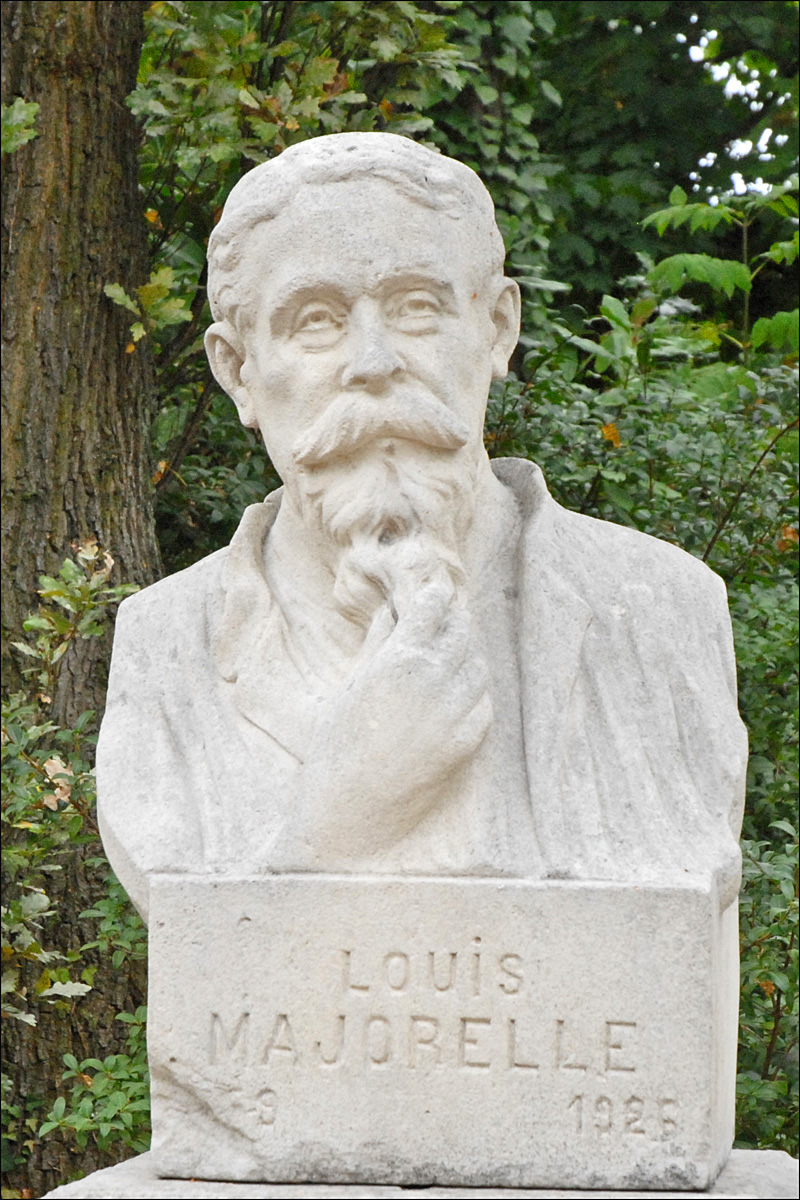
Büste im Garten des Musée de l’École de Nancy

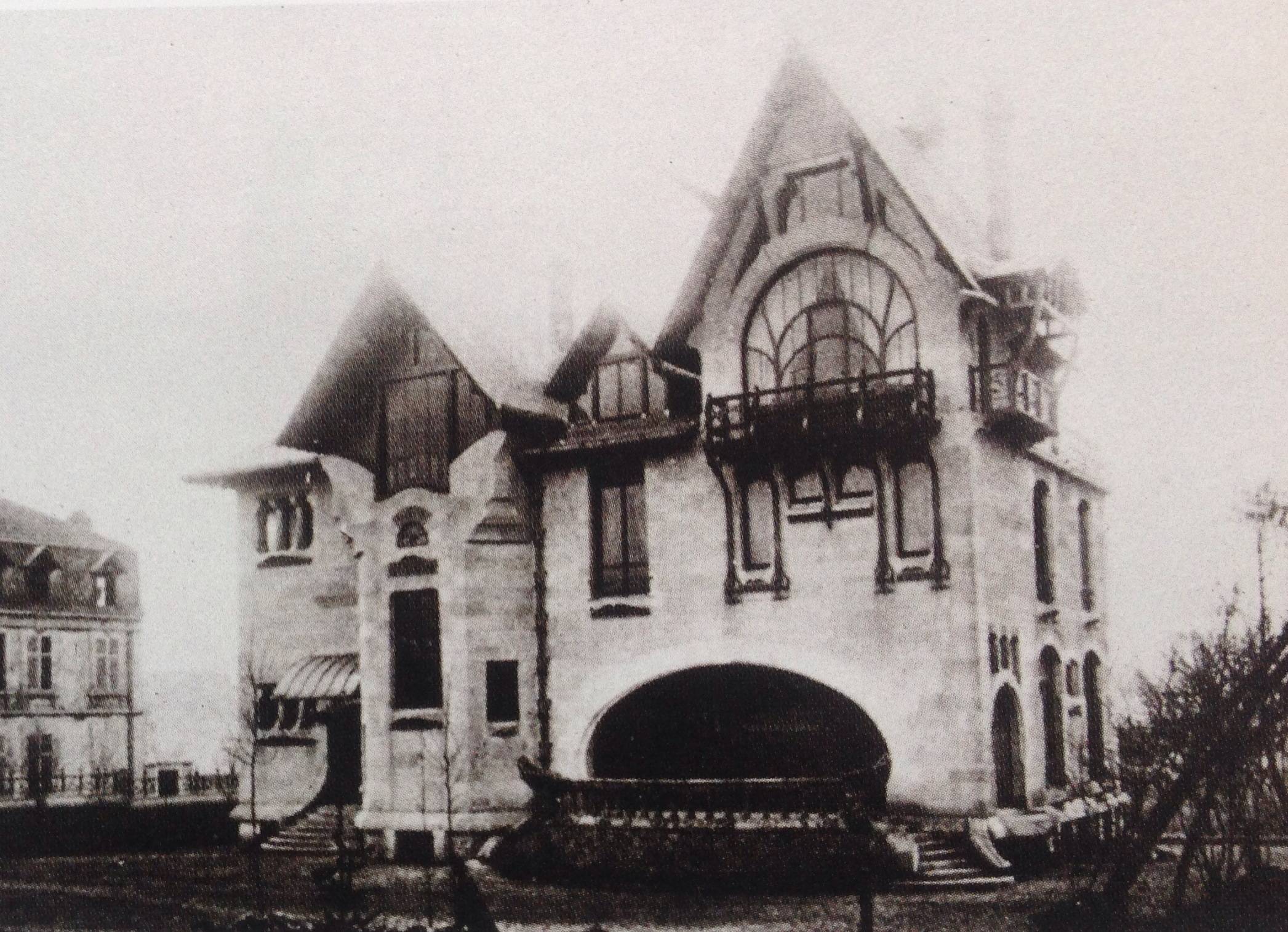
Villa Majorelle in Nancy (1904)

Louis-Jean-Sylvestre Majorelle (* 26. September 1859 in Toul; † 15. Januar 1926 in Nancy) war ein französischer Möbeldesigner.

## Leben
Louis Majorelle war ein Sohn des Möbeldesigners Auguste Majorelle (1825–1879). 1861 zog die Familie von Toul nach Nancy um. 1877 begann Majorelle ein Studium an der École des Beaux-Arts in Paris, das er jedoch nach dem Tod des Vaters abbrach, um die Firma der Familie zu übernehmen. 1885 heiratete er Marie Léonie Jane Kretz, Tochter des Direktors des Stadttheaters von Nancy. Ihr einziger Sohn Jacques Majorelle wurde Maler.
Majorelle war Gründungsmitglied der Schule von Nancy. Seine Arbeiten gelten als Meisterwerke des Art nouveau. 1902 nahm er an der Prima Esposizione Internazionale d’Arte Decorativa Moderna in Turin teil.
Er wurde zum Ritter der Ehrenlegion ernannt.